# 몽쉘
몽쉘은 1991년 롯데웰푸드에서 출시한 과자이다. 출시 당시에는 몽쉘통통이었으나, 이후 몽쉘로 명칭을 바꿨다. 모든 제품을 통틀어서 구조는 겉면에 S자 모양 크림선이 그려져 있고, 동그란 빵 안에 크림이 들어가 있는 형태이다. 식품 분류상 초코파이에 해당된다.

## 종류
- 생크림 맛
- 블루베리 맛
- 딸기 맛
- 카카오 맛
- 허니 유자 마롱 맛
- 핫초코 시나몬 맛
- 바나나 맛[2]
- 녹차 맛
- 코코넛 맛
- 민트초코 맛
- 샤인머스캣맛

## 같이 보기
- 롯데제과
- 초코파이
- 자매품
- 오예스